# DONUTS

DONUTS(영어: Donuts Co. Ltd. )이란, 클라우드 서비스 사업 , 게임 사업, 동영상 ·라이브 전달 사업, 의료 사업, 출판 미디어 사업을 실시하는 일본 의 기업이다.

## 연혁
- 2007년 2월 : DeNA를 퇴직한 니시무라 케이 세이와 네기시 신이 주식회사 Donuts를 설립.
- 2009년 12월 : 하우투 공유 사이트 ' 하우코레 ' 출시
- 2010년 5월 : 클라우드 서비스 ' 잡 강근태 관리' 출시
- 2011년 1월 : 게임「폭주 열전 단차 의 호랑이」를 릴리스
- 2012년 12월 : 태국 에 Donuts Ban gk ok Co., Lt d. 설립
- 2013년 12월 : 동영상 투고 앱 " Mix Channel " 출시
- 2014년 2월 : 게임「Tokyo 7th 시스터즈」릴리스
- 2014년 3월 : 베트남 에 Donuts Hanoi Co., Lt d. 설립
- 2014년 11월 : 본사를 시부야구 요요기( 오다큐 서던 타워 8층)로 이전
- 2014년 12월：만화 단행본 「폭주 열전 단차 의 호랑이」를 출판
- 2015년 12월 : 한국 지사 설립
- 2016년 2월 : 클라우드 서비스 ' 작업 강 워크 플로우 ' 출시
- 2016년 6월 : 클라우드 서비스 ' 잡강 경비 정산' 출시
- 2016년 9월 : 클라우드 서비스 ' Job Kan 채용 관리' 출시
- 2017년 2월 : 교토 오피스 설립
- 2017년 10월 : 클라우드 서비스 ' Job Kan 노무 관리' 출시
- 2017년 10월 : ' 믹스 채널 ' 라이브 스트리밍 출시
- 2018년 6월 : 클라우드 서비스 ' 잡강 급여 계산' 출시
- 2018년 7월 : 클라우드 형 전자 의료 기록 " CL IUS" 출시
- 2019년 9월：게임「BLACK STAR ～ T heat er Star l ess ～」릴리스
- 2020년 3월 : 「미소녀 도감」의 주식회사 텍스팜 파운데이션 과 자본 업무 제휴
- 2020년 3월 : 라이버 매니지먼트 사업을 전개하는 주식회사 라이즈 어스 가 그룹 기업 들이
- 2020년 7월 : 「믹스 채널」을 「믹처 」로 개칭
- 2020년 7월 : 「SAPPORO COL LE CT IO N」의 상표 를 취득, 사업 제휴를 개시
- 2020년 10월：주식회사 Donuts USG 를 설립, e스포츠 사업에 참가
- 2020년 12월 : 세레소 오사카 와 공식 파트너십 계약 체결
- 2021년 2월 : 고치 오피스 설립
- 2021년 2월 : FC 류큐 와의 공식 파트너십 계약 체결
- 2021년 3월 : 요코하마 FC 와의 공식 파트너십 계약 체결
- 2021년 4월 : 주부의 친구 " Ray " 관련 사업을 양수, 출판 미디어 사업 참가
- 2021년 4월 : ' 잡칸 노무관리'를 ' 잡칸 노무 HR '으로 개칭
- 2021년 6월 : 「주식회사 Donuts」에서 「주식회사 DONUTS」로 사명 표기・로고 변경
- 2021년 6월： 비즈소프트 주식회사 (현：주식회사 잡칸 회계 )를 인수, 완전 자회사 화　회계 분야에도 진출에
- 2021년 8월 : 오사카 오피스 설립
- 2021년 8월 : 클라우드 서비스 ' 잡 강 회계 ' 출시
- 2021년 10월 : 오사카 방송 주식회사 와 자본 업무 제휴
- 2022년 1월 : 니가타 오피스 개설
- 2022년 3월 : 아소비 시스템 주식회사 와의 공동 사업으로서 패션 크리에이터 즈 매거진「Zip pe r」복간 제 1호 를 발행
- 2022년 4월 : '잡 강 견적 / 송장' 출시
- 2022년 6월 : 삿포로 사무소 설립
- 2022년 8월 : 성우 사무소 로서 페타 주식회사 설립
- 2022년 10월 : 스마트 폰용 RPG 앱 ' 유아 마제스티 ' 출시
- 2022년 12월 : '작업 캔 경비 정산/ 워크플로 ' 새 앱 출시
- 2022년 12월 : 주식회사 DONUTS USG 가 주식회사 V AR REL로 사명 변경
- 2023년 2월：동영상 전달 플랫폼 의 「 OPENREC.tv」의 주식회사 OPENREC 가 DONUTS 그룹 에 참가
- 2023년 3월 : ' 어른 귀여운 ' 아라사 여성을 위한 패션 잡지 'and GIRL ' 복간 제 1호 발행
- 2023년 5월 : 주식회사 DONUTS, 주식회사 트윈 플래닛 , 주식회사 잉크스투엔터 의 3사 공동으로
- 아이돌 특화 형 라벨「마시마로 라보.」를 설립
- 2023년 7월 : M&A 지원 사업 ' 잡칸 M&A' 개시
- 2023년 8월 : Z세대 용 신 PR 서비스「DONUTS PRO MOT IO N」개시
- 2024년 4월：주식회사 V AR REL이 주식회사 CELL O RB 로 사명 변경
- 2024년 6월 : 주식회사 부시로드 로부터 미디어 믹스 프로젝트「D4DJ」의 운영권 을 취득

## 클라우드 서비스 사업
- 쇼브칸 : 백 오피스 지원 클라우드 ERP 시스템

## 게임 사업
- 블랙 스타 -T heat er Star l ess -:발멘 응원 & 리듬게임
- 폭주 열전 단차 호랑이: 폭주족 배틀 게임
- D4DJ Groovy Mix : DJ 리듬 게임
- Tokyo 7th 시스터즈 : 아이돌 육성 리듬 & 어드벤처 게임
- 함츠쿠 -W ars hip C raft - : 스스로 군함 을 만들고 싸울 수있는 해전 TPS !
- 전국 의 호랑이 : 실시간 전국 전투
- 전국 의 호랑이 Z : 전국 아바타 게임
- PRIM ULA DROPS fr om O tom e Stories : 캐주얼 연애 게임

## 동영상·라이브 전송 사업
- 믹처 ( 구 : Mix Channel ) : 라이브 전송 및 동영상 커뮤니티 앱

## 의료 사업
- CL IUS( 클리어스 ): 클라우드 형 전자 의료 기록

## 출판 미디어 사업
- Ray ( 매월 23일 발매, 발매 : 주부의 친구 )
- and GIRL (3,6,9, 12월 7일 발매, 발매: 주부의 친구 )
- Zip pe r ( 무크 , 출시 : 쇼덴샤 )